# Arboreto y Jardín Botánico de Dallas
El Arboreto y Jardín Botánico de Dallas (en inglés: Dallas Arboretum and Botanical Garden) es un arboreto y jardín botánico de 267.000 m² de extensión situado en la finca «DeGolyer Estate», que está catalogada como nrhp. 
Es de administración privada sin ánimo de lucro. Se ubica en la proximidad de Dallas, Texas, Estados Unidos. 
El código de identificación del Dallas Arboretum and Botanical Garden como miembro del "Botanic Gardens Conservation Internacional" (BGCI), así como las siglas de su herbario es DABS.

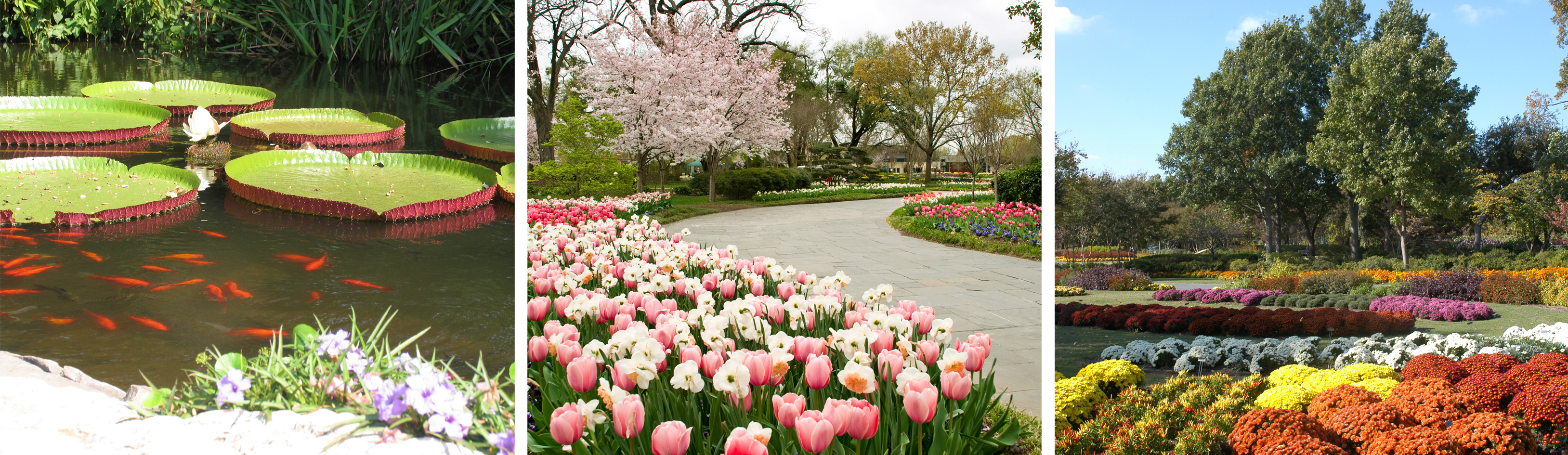
Una gama de la flora del arboreto

## Ubicación
La finca del jardín botánico se ubica en la orilla sureste del  lago White Rock.
Dallas Arboretum and Botanical Garden, 8617 Garland Road in East Dallas, Dallas County, Texas TX 75218 , Estados Unidos de América.
El jardín está abierto todos los días del año excepto los lunes y se cobra una tarifa de entrada.

## Historia

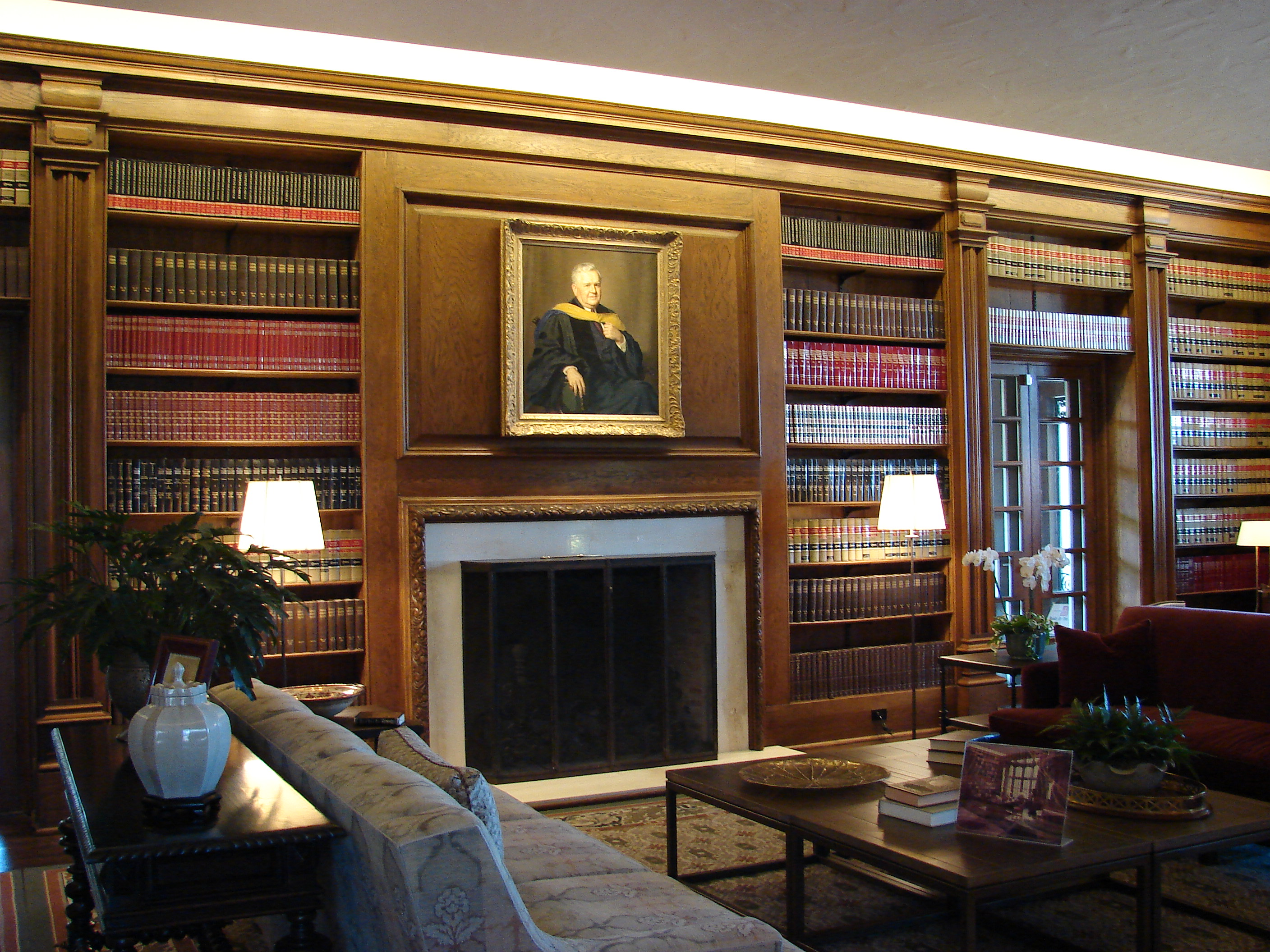
Salón biblioteca de la casa DeGolyer.

El arboreto es una serie de jardines y de fuentes con una vista del lago y del centro de Dallas en el horizonte. La mayoría del terreno fue una vez parte de una finca de 180.000 m² conocida como "Rancho Encinal", construida para el geofísico Everett Lee DeGolyer y su esposa Nell. 
Gracias a la señora DeGolyer se incluyeron unos extensos jardines de flor. El hogar de los DeGolyer es mencionado en Registro Nacional de Lugares Históricos. 
Desde 1976, la parte más grande de la finca de los DeGolyer se ha integrado en el jardín botánico y arboreto de Dallas. La adición de los terrenos de la finca colindante aumentó el tamaño del jardín botánico a sesenta y seis acres. 
El hogar de los DeGolyer de estilo Colonial Español de 2000 m² fue construido en 1939 y proporciona un  majestuoso marco para las reuniones corporativas y otros acontecimientos. 
El «The DeGolyer Garden Cafe/Loggia», situado en la parte posterior de la casa de DeGolyer, tiene unas impactantes vistas sobre el lago White Rock, las escalinatas de la fuente y los jardines formales. 
También está situada en la finca  una zona para conciertos al aire libre, áreas de comidas campestres, y para disfrute de los niños hay un sistema de reproducciones a tamaño reducido de viviendas y de otras estructuras que representan el antiguo sistema de vida de la pradera en el «Texas Pioneer Adventure».
En septiembre del 2002, fueron ampliadas las instalaciones del arboreto con la apertura del nuevo centro de visitantes nombrado en honor del promotor inmobiliario de Dallas Trammell Crow. 
El centro consiste en una tienda de regalos, sala de reuniones, y un atractivo patio sobre el "White Rock Lake". En la noche, se puede ver reflejados los rascacielos del Dallas sobre el agua del lago.

## Colecciones
Entre sus colecciones de plantas silvestres y variedades hortícolas son de destacar: 
- Colección de helechos resistentes.
- Colección de azaleas que incluye unas 2400 variedades.
- Colección de especies y variedades del género Ilex.
- Palmas resistentes.
- Colección de especies tropicales.

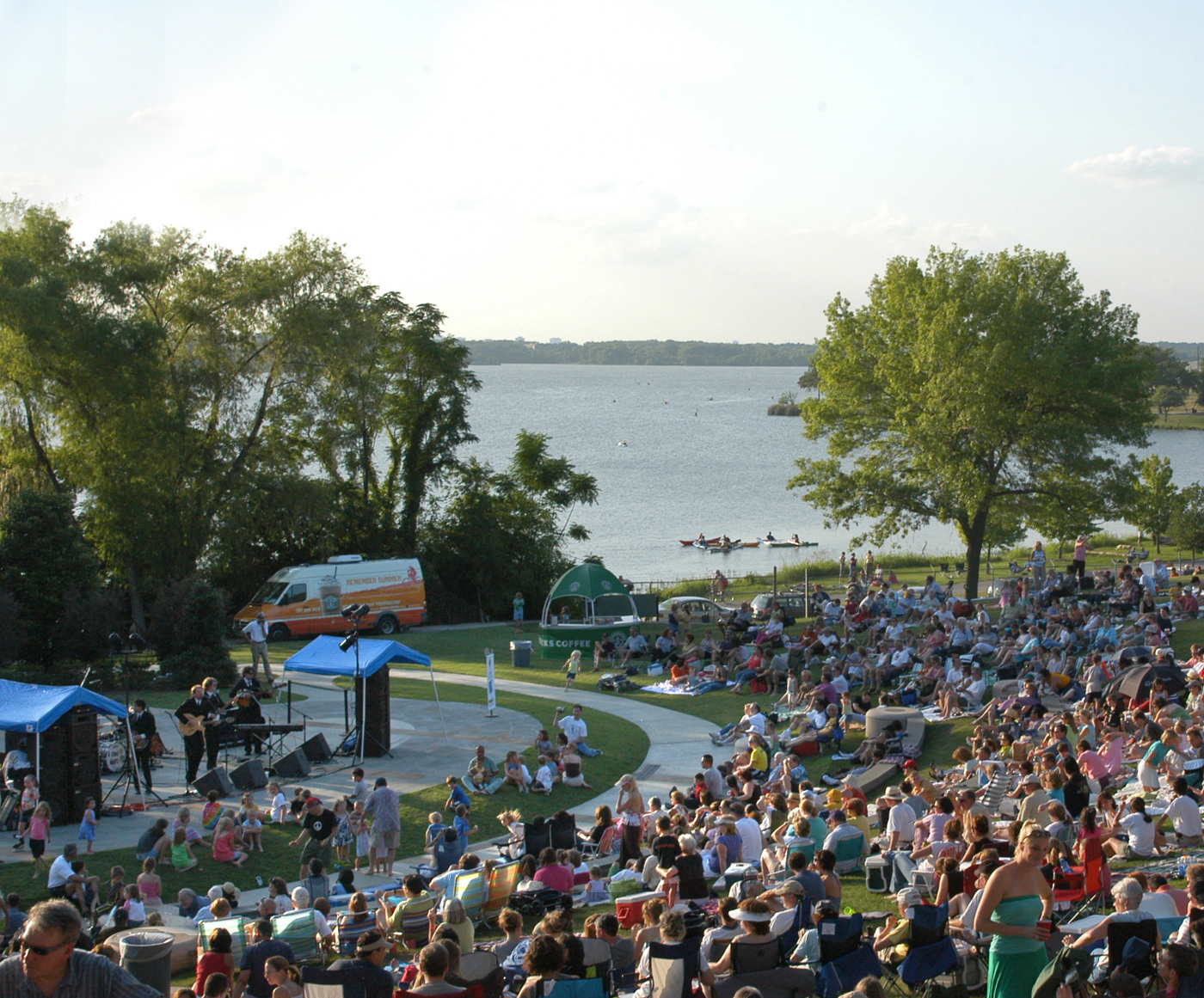
Un Concierto en el Arboreto

El clima de Dallas permite que los visitantes encuentren flores a lo largo de todo el año. 
Sin embargo se celebra el " Dallas Blooms" es un festival anual popular en el que podemos admirar en primavera la floración conjunta de más de 400.000 bulbos, de unas 3000 azaleas y millares de otras especies anuales y perennes en el jardín de 270.000 m². 
El festival es un acontecimiento de cinco semanas de duración, de seis fines de semana plenos de diversión y es el festival floral al aire libre más grande del suroeste.
Del 5 de mayo al 5 de noviembre de 2012, el Arboretum exhibió la muestra "Chihuly," donde a lo largo de todo el arboreto se expusieron docenas de obras icónicas del artista soplador de vidrio Dale Chihuly.
Algunos de los especímenes que se cultivan en el Arboreto y Jardín Botánico de Dallas:

Especímenes
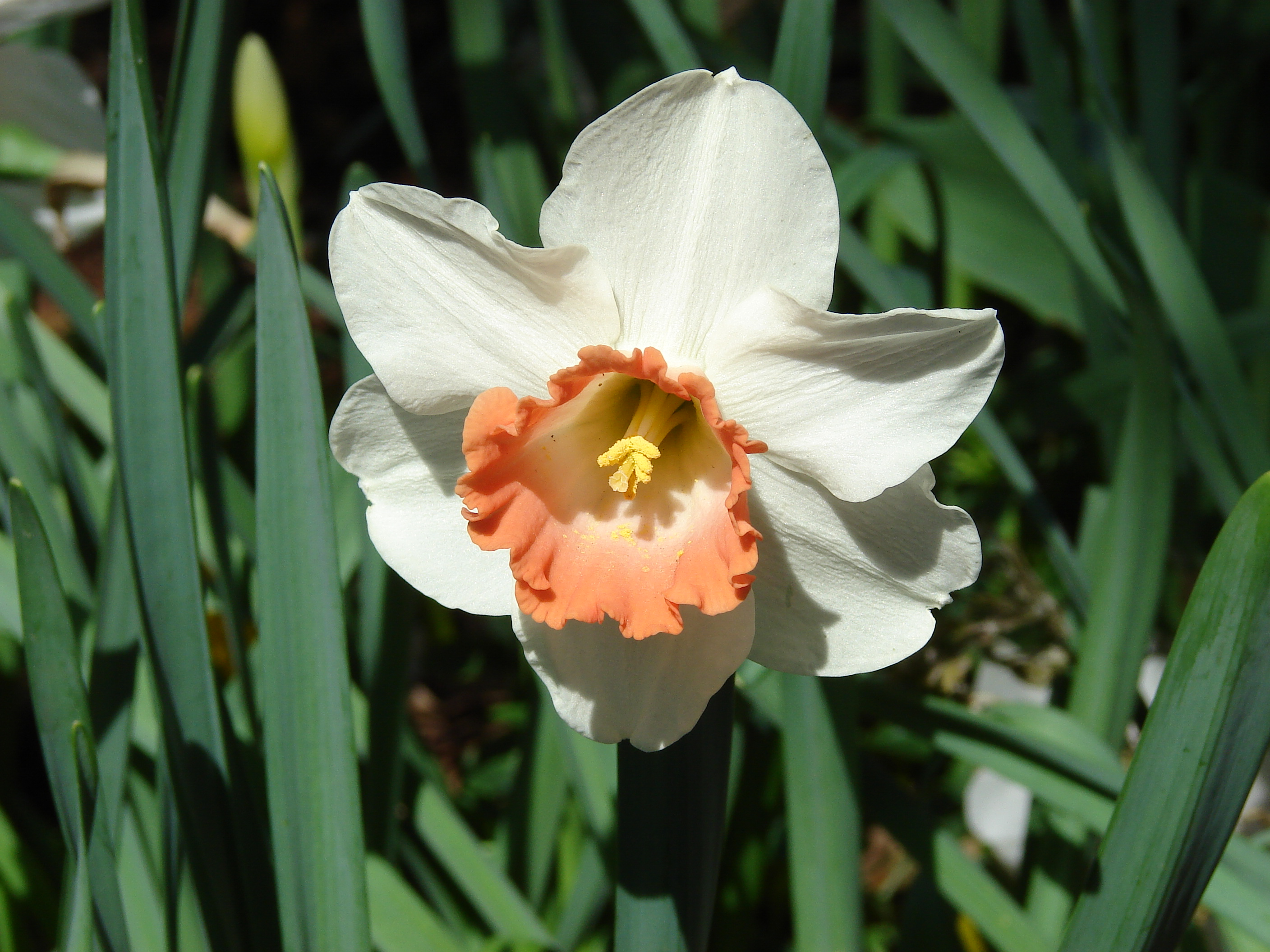
Una de las variedades de narcisos.
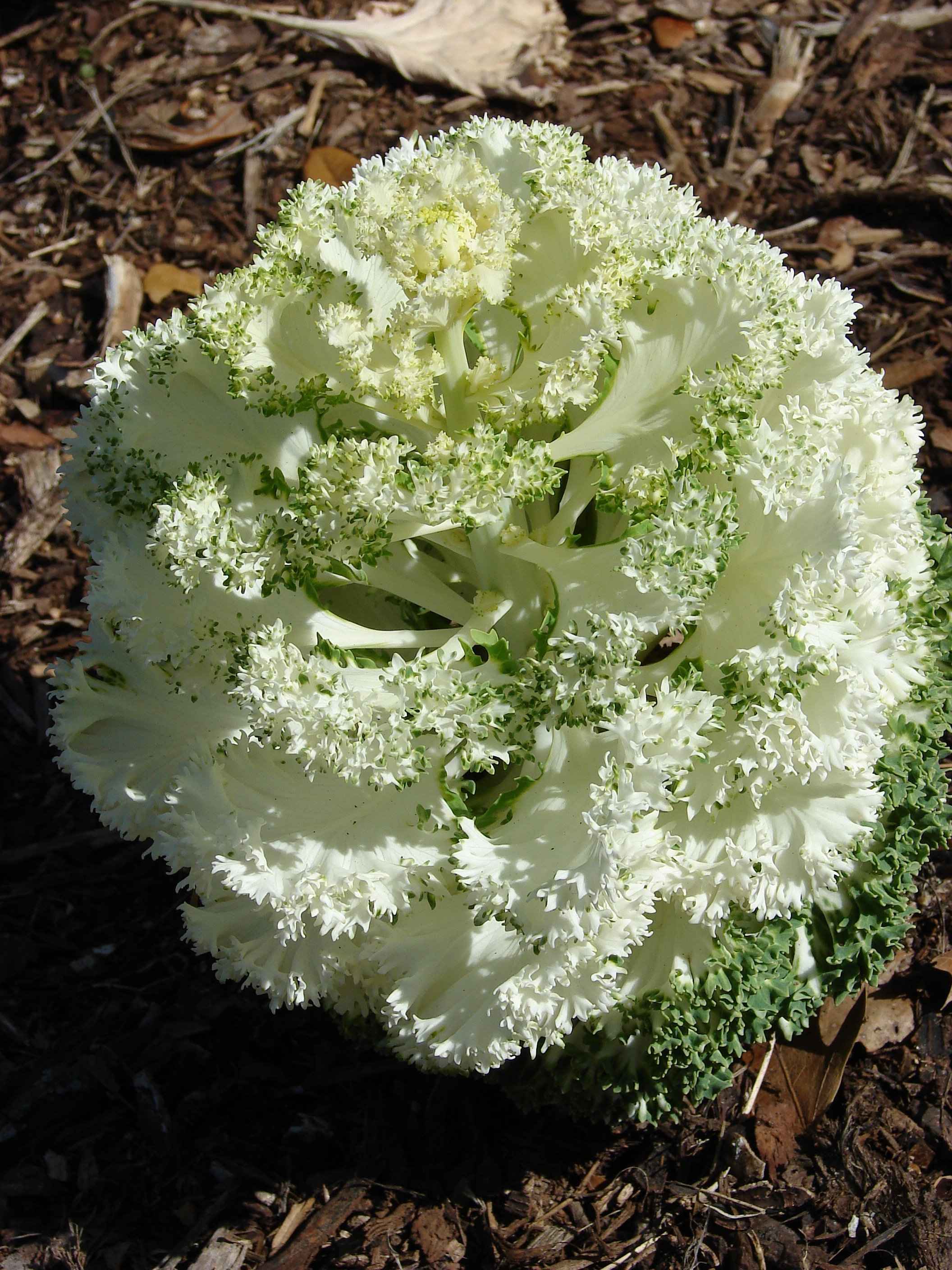
Una col ornamental.
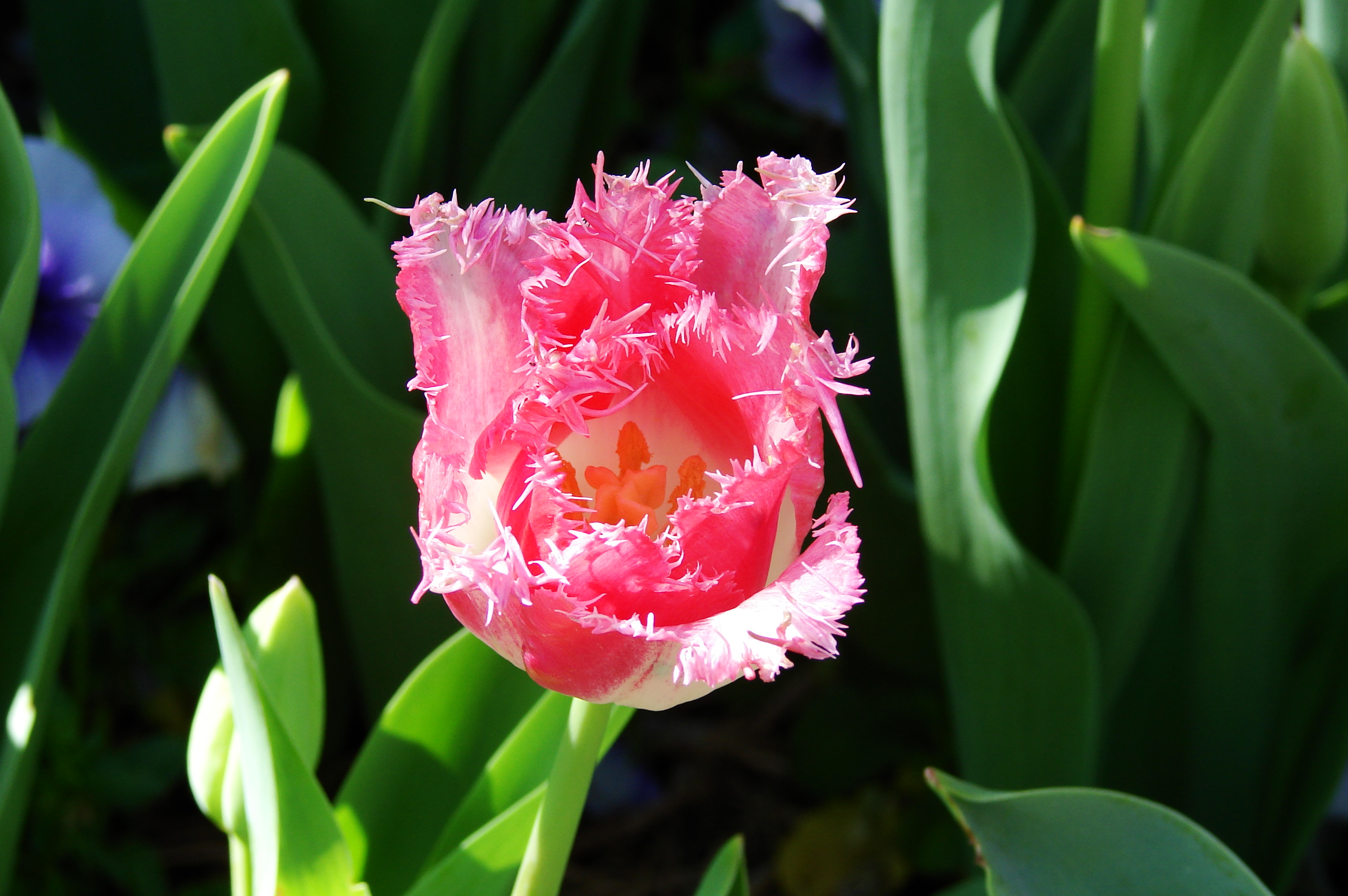
Tulipán
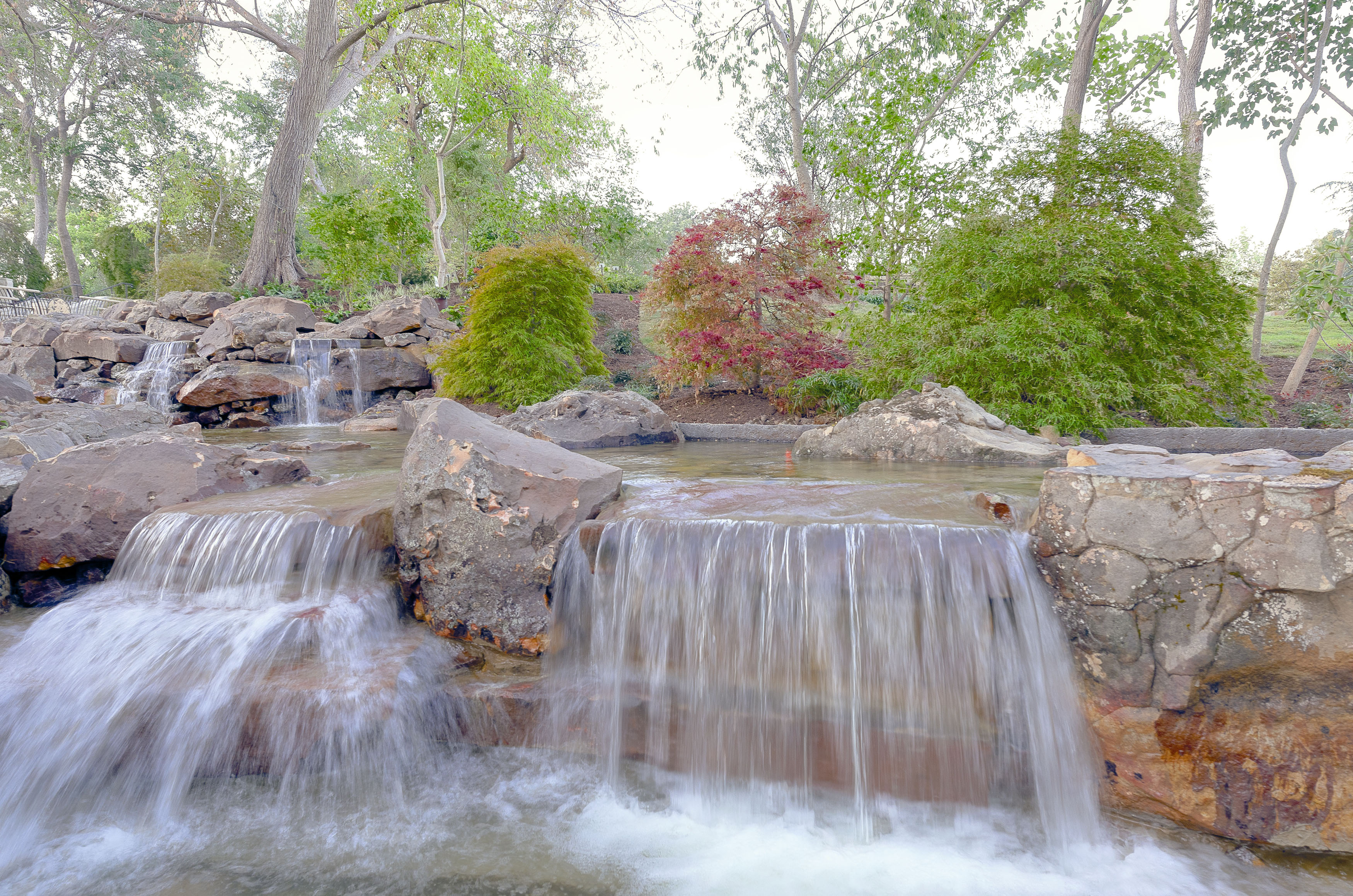
Acer rojo.

Algunos de los detalles interesantes en el Arboreto y Jardín Botánico de Dallas:

Detalles
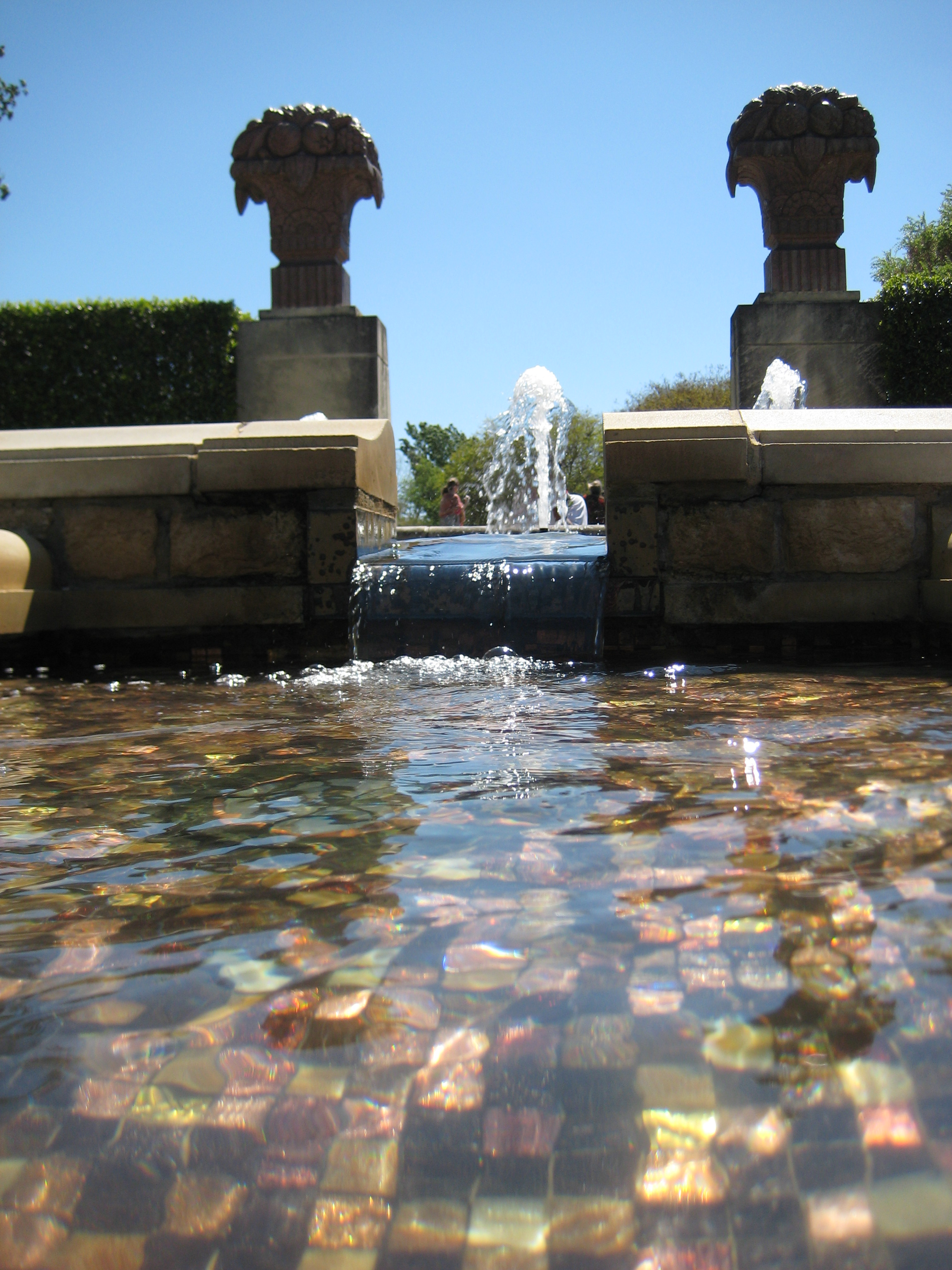
Una pequeña cascada.
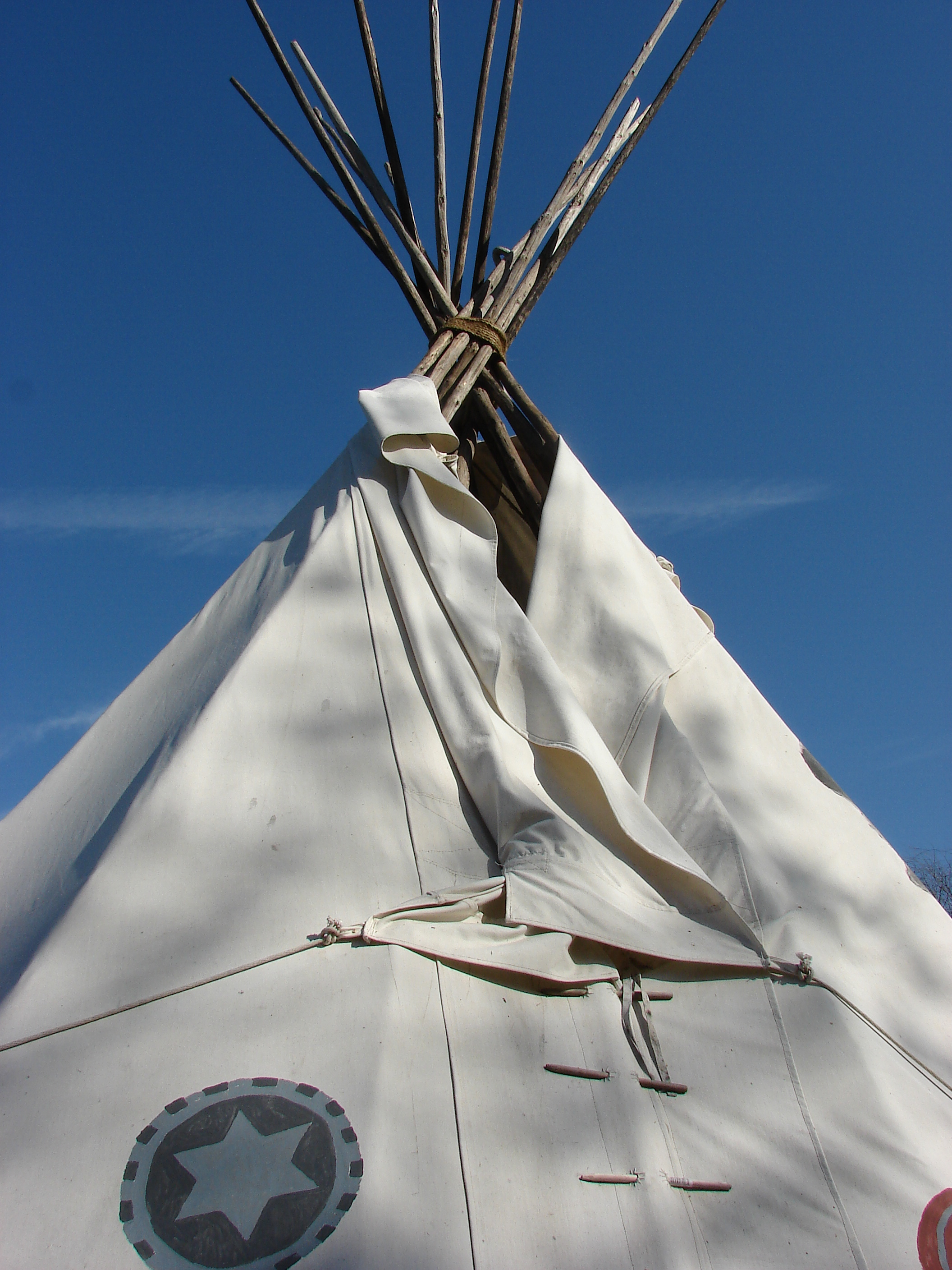
Un tipi.
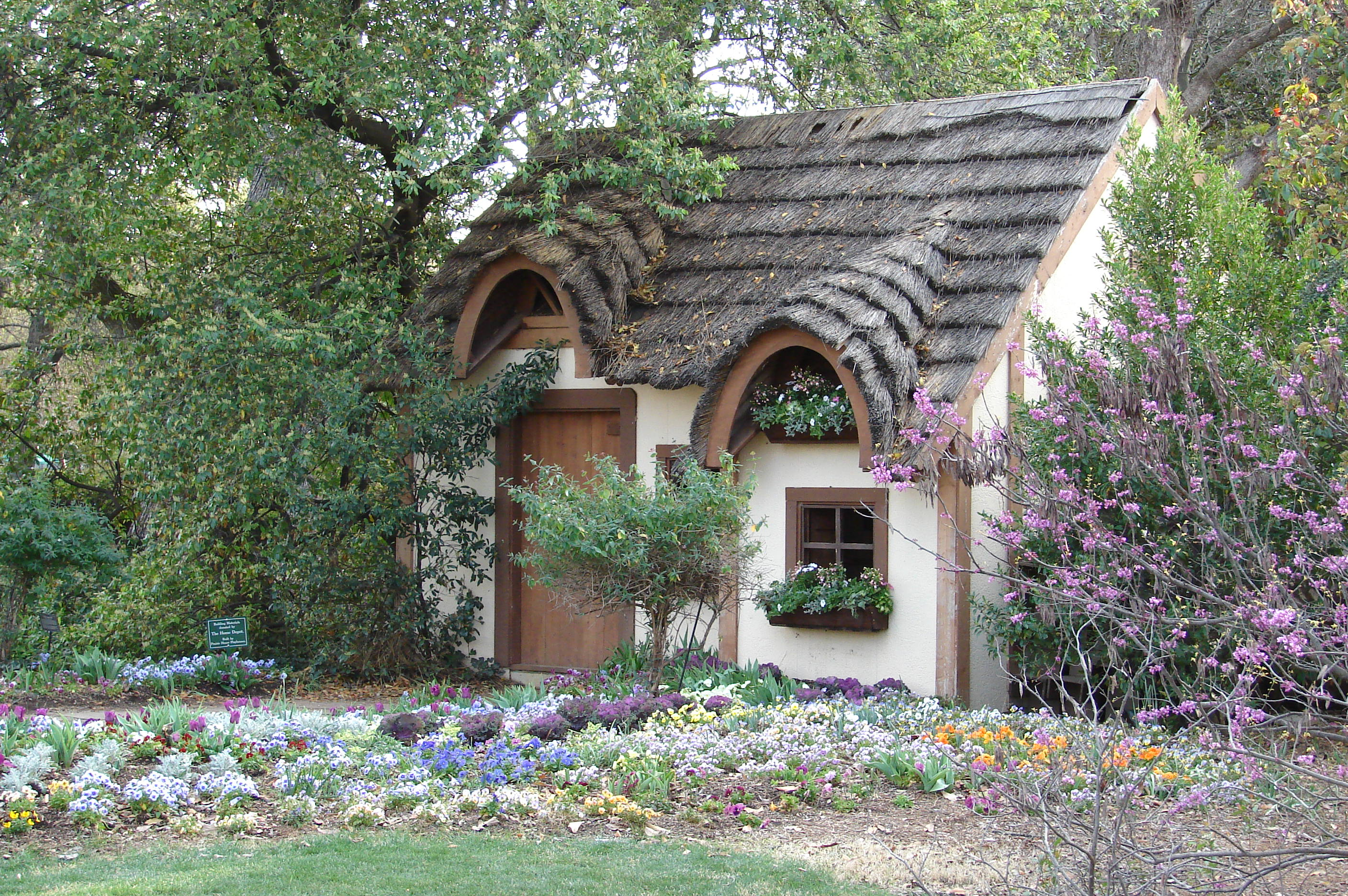
Un "Cottage" (casa de campo) de 1960.